# Luis Malagón
Luis Malagón est un footballeur mexicain né le 2 mars 1997 à Zamora de Hidalgo. Il évolue au poste de gardien de but au Club América.

## Biographie

### En sélection
Il participe avec l'équipe olympique du Mexique aux Jeux olympiques d'été de 2020 de Tokyo. Lors du tournoi olympique, il doit se contenter du banc des remplaçants. Le Mexique remporte la médaille de bronze en battant le Japon lors de la "petite finale".

## Palmarès
Mexique olympique
| - Jeux olympiques : - Bronze : 2020. - Tournoi pré-olympique de la CONCACAF (1) : - Vainqueur : 2020. |  | - Jeux panaméricains : - Bronze : 2019. |